# Airlines-PNG-Flug 1600
Auf dem Airlines-PNG-Flug 1600 (Flugnummer IATA: CG1600, ICAO: TOK1600, Funkrufzeichen: BALUS 1600) verunglückte am 13. Oktober 2011 eine de Havilland Canada DHC-8-102 der Fluggesellschaft Airlines PNG. Bei dem Unfall kamen 28 Personen ums Leben, die vier Überlebenden wurden verletzt.

## Flugzeug

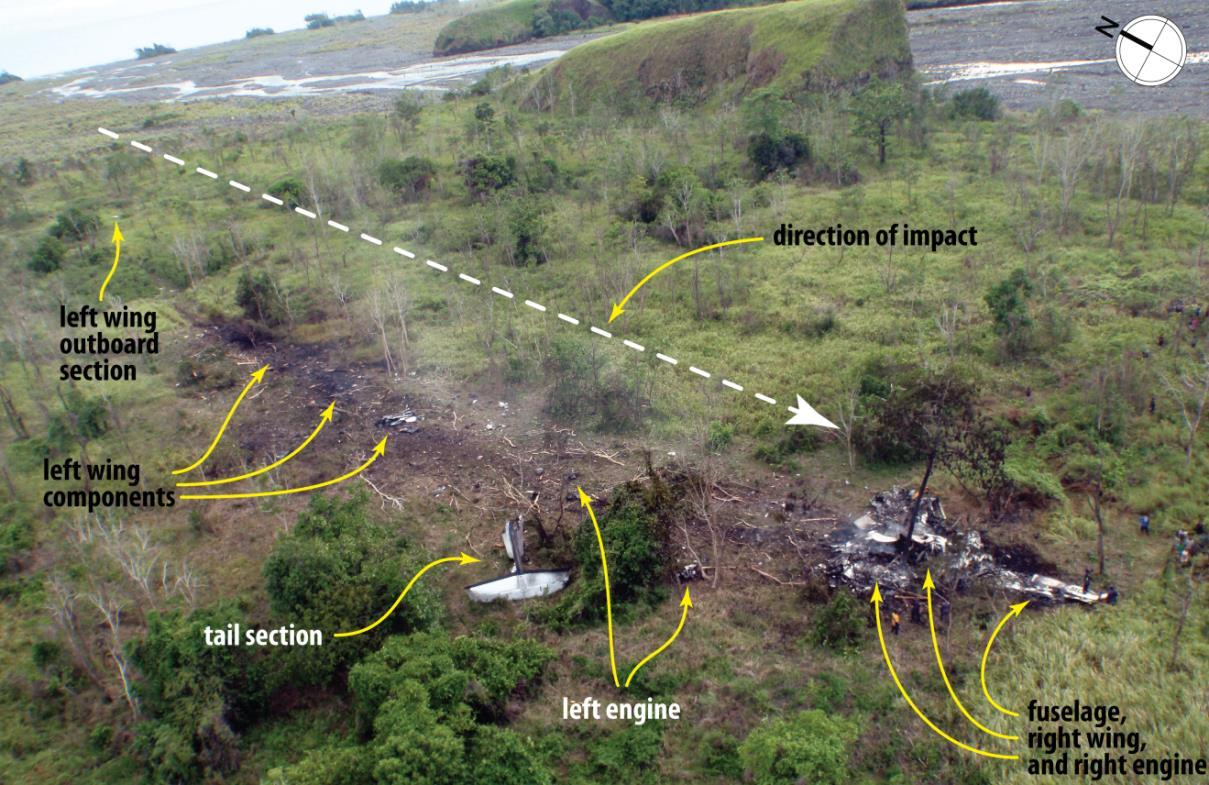
Die Unfallstelle

Das betroffene Flugzeug war eine de Havilland Canada DHC-8-102, die zum Zeitpunkt des Unfalls 23 Jahre alt war. Die Maschine mit der Werknummer 125 wurde als 125. Maschine dieses Typs aus laufender Produktion im Jahr 1988 im Werk von De Havilland Canada am Flughafen Toronto/Downsview endmontiert und erhielt zunächst das Test-Luftfahrzeugkennzeichen C-GETI, mit dem sie am 4. November 1988 ihren Erstflug absolvierte. Am 9. Dezember 1988 wurde die Maschine an die Great China Airlines erstausgeliefert, bei der sie das Luftfahrzeugkennzeichen B-15203 erhielt. Im Dezember 1995 wurde die Maschine an die Ansett New Zealand, eine Tochtergesellschaft der Ansett Australia verkauft, bei der sie fortan mit dem Kennzeichen ZK-NES betrieben wurde. Mit einem Wechsel der Eigentümerverhältnisse auf Seiten der Fluggesellschaft wurde die Maschine ab dem 4. September 2000 unter dem Markennamen Qantas New Zealand betrieben. Ab dem 20. September 2002 war die Maschine bei der Origin Pacific Airways in Betrieb, die Regionalflüge für die Jetconnect, eine Tochtergesellschaft der Qantas durchführte. Am 21. August 2003 übernahm die Air PNG die Maschine und betrieb sie fortan mit dem neuen Kennzeichen P2-MCJ. Das zweimotorige Kurzstreckenflugzeug war mit zwei Turboproptriebwerken des Typs Pratt & Whitney Canada PW120A ausgestattet. Bis zum Zeitpunkt des Unfalls hatte das Flugzeug eine Gesamtbetriebsleistung von 38.421 Betriebsstunden absolviert, auf die 48.093 Starts und Landungen entfielen.

## Besatzung
Es befand sich eine dreiköpfige Besatzung an Bord, bestehend aus einem Flugkapitän, einem Ersten Offizier und einer Flugbegleiterin. Der 64-jährige australische Flugkapitän Bill Spencer verfügte über 18.200 Stunden Flugerfahrung, wovon er 500 mit der de Havilland Canada DHC-8 absolviert hatte. Erster Offizier war der 40-jährige Neuseeländer Campbell Wagstaff, der über 2.725 Stunden Flugerfahrung verfügte, wovon er 390 mit der DHC-8 absolviert hatte. Zum Unfallzeitpunkt steuerte der Flugkapitän Spencer die Maschine.

## Passagiere
Den Flug hatten 29 Passagiere angetreten. Die meisten Insassen waren Eltern von Studierenden der Divine World University in Madang. Sie befanden sich auf dem Weg zu Zeremonien anlässlich des Erntedankfestes sowie zu Absolventenfeiern.

## Unfallhergang
Nach dem Start stieg die Maschine auf eine Flughöhe von 16.000 Fuß. Die planmäßige Ankunft in Madang war für 17:17 Uhr Ortszeit vorgesehen. Während des Fluges wich die Besatzung nach Nordosten von der Flugroute ab, um Gewitterwolken zu umfliegen.
Die vorgesehene Route erforderte einen steilen Sinkflug, bei dessen Durchführung die Piloten die Propellerrotationsgeschwindigkeit jedoch bei 900 Umdrehungen pro Minute beließen, wodurch sich im Sinkflug die Fluggeschwindigkeit erhöhte. Da die Piloten mit dem Beobachten der Wetterverhältnisse beschäftigt waren, nahmen sie die gestiegene Fluggeschwindigkeit nicht wahr. Als die Maschine sich in einer Höhe von 10.500 Fuß bei einer Sinkgeschwindigkeit von 3.500 bis 4.200 Fuß pro Minute befand, überschritten die Propeller ihre maximal zulässige Betriebsgeschwindigkeit, woraufhin ein Warnton im Cockpit ertönte. Flugkapitän Spencer bat den Ersten Offizier Wagstaff, die Drehzahl der Propeller auf 1.050 Umdrehungen pro Minute zu erhöhen, um die Maschine zu verlangsamen. Als Reaktion auf den Warnton hob er die Flugzeugnase an und reduzierte die Sinkgeschwindigkeit auf 2.000 Fuß pro Minute. Der Warnton blieb nichtsdestotrotz aktiv. Der erste Offizier wies den Flugkapitän daraufhin an, den Schub schnell zurückzunehmen, was dieser daraufhin tat. Unmittelbar darauf überdrehten die Propeller mit einer Drehzahl, welche mehr als 60 Prozent über der höchstzulässigen lag, was zu schweren Schäden in beiden Triebwerken führte. Ein ohrenbetäubendes Geräusch aus den Triebwerken erschwerte daraufhin die Kommunikation zwischen den beiden Piloten, außerdem führten die Schäden in den Triebwerken dazu, dass durch die Klimaanlage Rauch ins Cockpit und die Kabine zog.
Der Triebwerksschaden traf die Piloten unvorhergesehen, sie waren infolge der Ereignisse ebenso überrascht wie schockiert. Etwa vier Sekunden nach dem Propellerüberdrehen ertönte ein intermittierender Warnton, wenngleich die Besatzung angab, diesen nicht gehört zu haben. Nach etwa zehn Sekunden fiel die Drehzahl des linken Propellers auf etwa 900 Umdrehungen pro Minute, begann jedoch kurz darauf, erneut zu überdrehen. Während dieses zweiten Überdrehens wurde die zulässige Drehzahl des linken Triebwerks um 110 Prozent überschritten, wodurch das Triebwerk schwer beschädigt wurde. Fast zeitgleich ging der rechte Propeller aufgrund eines defekten Schalters in der Propellersteuereinheit plötzlich in die Segelstellung, während das Triebwerk sich im Leerlaufbetrieb befand. Im nächsten Moment teilte der Erste Offizier dem Flugkapitän mit, dass das rechte Triebwerk ausgefallen sei und fragte, ob das linke sich noch in Betrieb befinde, was dieser verneinte. Die Piloten erkannten nun, dass sämtliche Triebwerksleistung verloren gegangen war.
Auf Anweisung des Flugkapitäns erklärte der Erste Offizier Wagstaff daraufhin gegenüber der Flugsicherung in Madang Luftnotlage und teilte dem diensthabenden Fluglotsen die Koordinaten der Maschine mit. Anstatt sich mit Notfallverfahren und -checklisten zu befassen, fokussierten sich beide Piloten daraufhin darauf, im Gelände eine Stelle für eine Notlandung zu finden. Die Maschine machte daraufhin eine Bruchlandung beim Ufer des Gogol River. Das Flugzeug setzte hierbei mit dem Heck zuerst auf, wobei die Auftriebshilfen und das Fahrwerk zu diesem Zeitpunkt eingefahren waren. Beim Aufprall rissen die linke Tragfläche und das Leitwerk ab. Etwa 300 Meter hinter dem Ort des ersten Aufpralls kam das Wrack der Maschine zum Stehen und geriet augenblicklich im Brand. Die Cockpitsektion wurde abgerissen und blieb schließlich auf der Rumpfoberseite liegen. Die beiden darin befindlichen Piloten waren neben einer Flugbegleiterin und einem Passagier die einzigen Überlebenden des Unfalls.

## Unfalluntersuchung

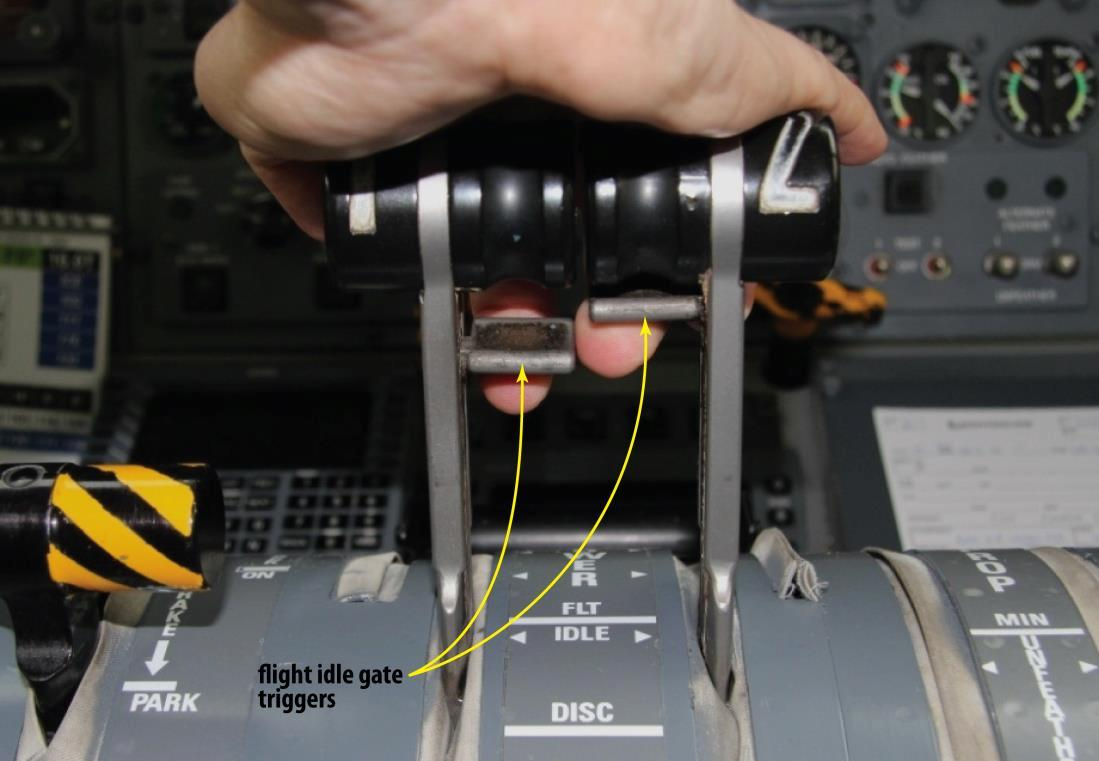
Schubhebel des verunfallten Flugzeugtyps. Hervorgehoben die Hebel für den Flugleerlaufmodus in geschlossener (links) und geöffneter Stellung.

Die Unfalluntersuchungen wurden in einer Kooperation zwischen der papua-neuguineanischen und der australischen Transportsicherheitsbehörde geführt. Der entsprechende Abschlussbericht wurde am 15. Juni 2014 veröffentlicht. Die Ermittler kamen zu dem Schluss, dass die Piloten beim Versuch, die Maschine zu verlangsamen, die Schubhebel im Flug aus dem Flugleerlaufmodus in den Bodenbetrieb geschaltet hatten. Der Bodenbetriebsmodus ist lediglich für Bremsvorgänge am Boden vorgesehen, sein Aktivieren in der Luft kann zu einem Propellerüberdrehen mit Triebwerksschäden führen.